# Закон і правосуддя
Закон і правосуддя — щотижнева Республіканська правова газета казахською та російською мовами, що базувалася у місті Астана, Казахстан. Газета спеціалізувалася на розгляді і висвітленні питань, які стосуються права і політики Казахстану, розслідування і оприлюднення фактів корупції у країні.
Деякі журналісти, що працюють у газеті, після публікацій про корупцію стали побоюватися за свої права недоторканності. Зокрема це журналісти Оралгайша Омарсанова і Токберген Абієв.
Адреса редакції: місто Астана, вул. Манаса, 31. оф. 206.
Головний редактор: Мухаметжанова Гульжан.
У діяльності видання мало місце порушення закону при його реєстрації. Порушення допустили власник газети ТОВ «ATS.KZ» і комітет інформації та архівів міністерства культури та інформації.
Перший номер газети вийшов у 2005 році, а в 2008 році рішенням спеціалізованого міжрайонного економічного суду Астани газету було закрито.
У 2011 році колишній головний редактор газети «Закон і правосуддя» Токберген Абієв, що вийшов на свободу після трирічного ув'язнення, подав документи до Міністерства зв'язку та інформації РК на реєстрацію газети «Альянс казахських ЗМІ „Закон і правосуддя“», у чому йому було відмовлено.